# BORCS7
BORCS7 (англ. BLOC-1 related complex subunit 7) – білок, який кодується однойменним геном, розташованим у людей на 10-й хромосомі. Довжина поліпептидного ланцюга білка становить 105 амінокислот, а молекулярна маса — 11 564.
| 10         |  | 20         |  | 30         |  | 40         |  | 50         |
| ---------- |  | ---------- |  | ---------- |  | ---------- |  | ---------- |
| MATGTPESQA |  | RFGQSVKGLL |  | TEKVTTCGTD |  | VIALTKQVLK |  | GSRSSELLGQ |
| AARNMVLQED |  | AILHSEDSLR |  | KMAIITTHLQ |  | YQQEAIQKNV |  | EQSSDLQDQL |
| NHLLK      |  |            |  |            |  |            |  |            |

A: Аланін

C: Цистеїн

D: Аспарагінова кислота

E: Глутамінова кислота

F: Фенілаланін

G: Гліцин

H: Гістидин

I: Ізолейцин

K: Лізин

L: Лейцин

M: Метіонін

N: Аспарагін

P: Пролін

Q: Глутамін

R: Аргінін

S: Серин

T: Треонін

V: Валін

Локалізований у мембрані, лізосомі.